# Hieracium mirandum
Hieracium mirandum es una especie de planta con flor del género Hieracium, de la familia Asteraceae, orden Asterales.

## Distribución
Hieracium mirandum se distribuye por Inglaterra.

## Taxonomía
Fue descrita científicamente por Sell y C. West.